# Amfori BSCI

Das Logo der BSCI

Die amfori Business Social Compliance Initiative (amfori BSCI), gegründet 2003 als Business Social Compliance Initiative (BSCI) ist ein Programm des wirtschaftsnahen Verbandes amfori zur Verbesserung der sozialen Standards in einer weltweiten Wertschöpfungskette. Die Organisation mit Sitz in Brüssel bietet Wirtschaftsunternehmen die Übernahme oder Anlehnung an einen Verhaltenskodex an sowie ein systematisches Überwachungs- und Qualifikationssystem.

## Verhaltenskodex
BSCI bietet Unternehmen einen Verhaltenskodex an, der ethisches Wirtschaften innerhalb ihrer Lieferkette sichern soll. Dieser Kodex beruht auf internationalen Verträgen zum Schutz von Arbeitnehmerrechten und orientiert sich am SA8000-Standard der Organisation Social Accountability International (SAI). Die globale Mitgliederorganisation für Nachhaltigkeitsstandards führt den BSCI als best Practice zum SA8000-Standard, dabei geht es um folgende elf Schlüsselelemente: Managementpraxis, keine bedenkliche Beschäftigung, Arbeitszeit, Vergütung, Kinderarbeit, Zwangsarbeit (einschließlich Gefangenenarbeit und Zwangsmaßnahmen), Versammlungsfreiheit (inklusive Organisationsfreiheit und Tariffreiheit), Diskriminierung (Geschlecht, Rasse, Religion), Arbeitsbedingungen, Gesundheits- und Sozialeinrichtungen, Gesundheit und Sicherheit am Arbeitsplatz (Arbeitssicherheit), Aspekte des Umweltschutzes und besonderen Schutz junger Angestellter. Im Januar 2014 erfolgte eine neue Formulierung des Kodex, der 2015 in Kraft trat.
Mit der Unterzeichnung des BSCI-Verhaltenskodex verpflichten sich Unternehmen, in ihrem Einflussbereich entsprechende Kriterien anzuerkennen und an deren Umsetzung und Einhaltung mitzuwirken.

## Anforderungen für teilnehmende Betriebe
Unternehmen, die an der BSCI teilnehmen müssen innerhalb eines bestimmten Zeitraumes zwei Drittel der Produktionsstätten in definierten Risikoländern in den BSCI-Prozess einbinden. Die Erfüllung der damit verbundenen Anforderungen wird eigenen Angaben zufolge kontrolliert.
Laut der BSCI-Website verwendet die Organisation „ein gesamtheitliches System zur Überprüfung und Verbesserung von Mindestanforderungen, das ein gemeinsames Auditierungssystem und die entsprechenden Trainings- und Schulungsmaßnahmen umfasst“.
Das BSCI gründet auf drei Säulen:
- die Auditierung der Produktionsstätten und landwirtschaftlichen Betrieben zur Überprüfung der Umsetzung des Verhaltenskodex
- die Schulung der Teilnehmer und ihrer Lieferanten mit Blick auf die verlangten sozialen Standards.
- Dialog mit Stakeholdern (Regierungen, Gewerkschaften u. a.), um Arbeitsbedingungen zu verbessern

Stakeholder sind durch den beratenden BSCI Stakeholder Council eingebunden. Diesem Beirat gehören unter anderem Gewerkschaften und Nichtregierungsorganisationen (NROs) wie Solidaridad, Save the Children sowie Social Accountability International an. 2014 sind dem Stakeholder Council die UNO-Institutionen UNCTAD (Konferenz der Vereinten Nationen für Handel und Entwicklung) und UNICEF (Kinderhilfswerk der Vereinten Nationen) beigetreten.

## Geschichte
Die BSCI wurde 2003 durch die Foreign Trade Association (FTA, heute: amfori), den auf internationale Handelsfragen spezialisierten europäischen Dachverband der Außenhandelsvereinigung des Deutschen Einzelhandels, gegründet. Die Organisation begann als Öffentlich-private Partnerschaft mit der deutschen GTZ, um in elf Ländern über ein einheitliches Verfahren die soziale Situation der Arbeiter und Arbeiterinnen bei Lieferanten des deutschen Einzelhandels zu verbessern. Seit 2004 agiert die Organisation in den wichtigsten Lieferländern des europäischen Handels. 2007 waren weniger als 100 Unternehmen an der Initiative beteiligt, zwei Jahre später 430. Ende 2010 zählte die Initiative 644 Mitglieder.
2009 erhielt die Organisation den Preis für Unternehmensethik des DNWE 2008.
Anlässlich des zehnjährigen Bestehens erstellten Jörg. S. Hofstetter und Marc Müller von der Universität St. Gallen eine Studie zur Geschichte der BSCI. Es zeigte sich, dass Indien zum Land mit der höchsten Zahl an konformen Produzenten geworden war. Im Jahr 2011 entsprachen drei Viertel aller Unternehmen den geforderten Standards. Bangladesch und Vietnam, wo jeweils fast die Hälfte aller Unternehmen die Standards einhalten, folgen in der Statistik.

## Kritik
Das Südwind-Institut beanstandete 2009 die unwürdigen Arbeitsbedingungen bei Zulieferern von Aldi und urteilte, dass eine Mitgliedschaft bei BSCI nicht ausreichend sei, da es sich dabei um eine Initiative handle, die lediglich auf Selbstverpflichtungen der Industrie basiere. Handelsunternehmen sollten sich stattdessen bindenden Regeln unterwerfen, wie sie vom EU-Parlament gefordert werden.
Die Kampagne für Saubere Kleidung (CCC) kritisiert im Zusammenhang mit den Zuständen bei den Zulieferbetrieben von Lidl die Arbeit der BSCI. Ihr Schwerpunkt liege auf Auditierung, einem schwachen Monitoring mit vielen Mängeln, es fehle eine unabhängige Verifizierung und Transparenz. Es handele sich zudem um keine Multistakeholder-, sondern eine Unternehmensinitiative.
2010 verklagte die Verbraucherzentrale Hamburg (mit Unterstützung der CCC und des European Center for Constitutional and Human Rights (ECCHR)) Lidl wegen unlauteren Wettbewerbs, da das Unternehmen mit der Erfüllung seiner sozialen Verantwortung und der Mitgliedschaft in der BSCI warb, obwohl die Situation in den Zulieferbetrieben dieser Werbung widersprach. Der Rechtsstreit wurde durch eine außergerichtliche Einigung beendet, in welcher Lidl die Rücknahme der umstrittenen Werbeaussagen zusicherte.
ARD Monitor berichtete am 6. Juni 2013 über zu laxe Kontrollen des TÜV Süd in Textilfabriken in Bangladesch, die unter den Standards der BSCI arbeiten sollten. Es wurde kritisiert, dass Beschäftigte hohe Überstunden leisten müssen und gelegentlich geschlagen werden. Außerdem sollen Kontrollen in den Fabriken zuvor angekündigt worden sein, was nicht den BSCI-Standards entspreche. Der TÜV Süd weist darauf hin, dass die in der Reportage erwähnten Prüfberichte veraltet sind (von 2010) und der TÜV Rheinland weist auch alle anderen Vorwürfe zurück. ARD Monitor stützt sich u. a. auch auf aktuellen Recherchen und Interviews mit Beschäftigten vor Ort.